# 德惠地区
德惠地区，吉林省已撤消的地区。
1968年由德惠专区改置。在今吉林省北部。辖德惠、榆树、农安、九台、双阳等县。行政公署驻长春市。1969年撤销，辖区划归长春市。
1982年8月2日，国务院【国函[1982]152号】设立德惠地区，管辖原属长春市的5县，行署驻长春市区。但未及实施，国务院【国函[1982]173号】 撤消德惠地区，5县仍属长春市。 